# Amstel Gold Race 2019
54. edycja wyścigu kolarskiego Amstel Gold Race odbyła się 21 kwietnia 2019 na trasie o długości 265,7 km. Start wyścigu miał miejsce w Maastricht, a meta w Berg en Terblijt. Wyścig zaliczany był do światowego cyklu UCI World Tour 2019.

## Uczestnicy
Na start tego klasycznego wyścigu przystąpiło 25 zawodowych ekip, 18 drużyn UCI World Tour i 7 profesjonalnych zespołów zaproszonych przez organizatorów z tzw. "dziką kartą".
| Numery  | Kod | Drużyna               |
| ------- | --- | --------------------- |
| 1-7     | DDD | Dimension Data        |
| 11-17   | MTS | Mitchelton-Scott      |
| 21-27   | TBM | Bahrain-Merida        |
| 31-37   | ALM | Ag2r-La Mondiale      |
| 41-47   | AST | Astana Pro Team       |
| 51-57   | BOH | Bora-Hansgrohe        |
| 61-67   | CPT | CCC Team              |
| 71-77   | DQT | Deceuninck-Quick Step |
| 81-87   | EF1 | EF Education First    |
| 91-97   | GFC | Groupama–FDJ          |
| 101-107 | LTS | Lotto Soudal          |
| 111-117 | MOV | Movistar Team         |
| 121-127 | TJV | Team Jumbo-Visma      |

| Numery  | Kod | Drużyna                    |
| ------- | --- | -------------------------- |
| 131-137 | KAT | Team Katusha-Alpecin       |
| 141-147 | SKY | Team Sky                   |
| 151-157 | SUN | Team Sunweb                |
| 161-167 | TFS | Trek-Segafredo             |
| 171-177 | UAE | UAE Team Emirates          |
| 181-187 | COC | Corendon-Circus            |
| 191-197 | ROC | Roompot–Charles            |
| 201-207 | BRD | Bardiani-CSF               |
| 211-217 | ICA | Israel Cycling Academy     |
| 221-227 | SVB | Sport Vlaanderen–Baloise   |
| 231-237 | VCC | Vital Concept - B&B Hotels |
| 241-247 | WGG | Wanty-Groupe Gobert        |

## Klasyfikacja generalna
| M-ce | Imię i nazwisko       | Kraj      | Drużyna               | Czas        |
| ---- | --------------------- | --------- | --------------------- | ----------- |
| 1.   | Mathieu van der Poel  | Holandia  | Corendon-Circus       | 6h 28' 18"" |
| 2.   | Simon Clarke          | Australia | EF Education First    | + 0"        |
| 3.   | Jakob Fuglsang        | Dania     | Astana Pro Team       | + 0"        |
| 4.   | Julian Alaphilippe    | Francja   | Deceuninck-Quick Step | + 0"        |
| 5.   | Maximilian Schachmann | Niemcy    | Bora-Hansgrohe        | + 0"        |
| 6.   | Bjorg Lambrecht       | Belgia    | Lotto Soudal          | + 0"        |
| 7.   | Alessandro De Marchi  | Włochy    | CCC Team              | + 0"        |
| 8.   | Valentin Madouas      | Francja   | Groupama-FDJ          | + 0"        |
| 9.   | Romain Bardet         | Francja   | Ag2r-La Mondiale      | + 0"        |
| 10.  | Matteo Trentin        | Włochy    | Mitchelton-Scott      | + 0"        |
|      |                       |           |                       |             |
| 11.  | Michał Kwiatkowski    | Polska    | Team Sky              | + 2"        |
| 59.  | Tomasz Marczyński     | Polska    | Lotto Soudal          | + 4' 19"    |
| 82.  | Michał Gołaś          | Polska    | Team Sky              | + 7' 53"    |
| -    | Łukasz Wiśniowski     | Polska    | CCC Team              | DNF         |